# ماري شارليب
السيدة ماري آن داكومب شارليب (الحاصلة على الوسام الأكثر تميزًا للإمبراطورية البريطانية) (تكنى بيرد، 18 يونيو 1845 - 21 نوفمبر 1930) كانت طبيبة بريطانية رائدة وطبيبة نسائية في أواخر القرن التاسع عشر وأوائل القرن العشرين. عملت في الهند وبفضل إصرارها عادت إلى المملكة المتحدة لتصبح طبيبة مؤهلة. عادت إلى مدراس وألقت محاضرات في لندن في النهاية. كانت أول امرأة تنتخب لعضوية الطاقم الفخري الزائر في أحد المستشفيات في المملكة المتحدة وواحدة من أكثر النساء تميزًا في الطب في جيلها.

## سيرتها شخصية
نشأت على يد أجدادها -بعد وفاة والدتها- في أسرة مسيحية إنجيلية صارمة، والتحقت بمدرسة داخلية في مانشستر، ثم إلى واحدة في نيو برايتون، وأخيرا في مدرسة السيدة تيندال في 16 أبر هاميلتون تيراس في لندن. كانت نشأتها تقليدية من الطبقة المتوسطة. في سن التاسعة عشرة، التقت وليام شارليب، الذي كان يشارك في تناول وجبة عشاءه في المعبد الأوسط، استعدادًا لدعوته إلى نقابة المحامين وممارسته اللاحقة في مدراس كمحامٍ. قوبل عرض زواجه الأولي في فبراير 1865 بمعارضة فورية من الوالدين. أصرت ماري على ذلك، وتم الزواج في نهاية المطاف في ديسمبر عام 1865، وأبحر الزوجان إلى الهند على الفور تقريبًا.
وأثناء وجودها في مدراس، علمت شارليب بنقص الخدمات الطبية المتعلقة بصحة المرأة النسائية وأثناء الولادة، ما يجعل عملية الولادة خطيرة. دفعها هذا الوضع إلى اكتساب الخبرة الطبية، وسُمح لها بالتدريب كقابلة تلميذة. ثم أرادت الالتحاق بكلية الطب. ومع ذلك، لم يكن زوجها يريدها أن تترك عائلتها الصغيرة للدراسة في إنجلترا، حيث بدأت النساء في الالتحاق بكليات الطب. في عام 1875، دخلت كلية الطب كواحدة من أول أربع طالبات في كلية الطب في مدراس. وفي ثلاث سنوات حصلت على إجازة في الطب والجراحة والقبالة.
أبحرت عائدة إلى إنجلترا مع أطفالها، الذين أصبحوا كبارًا بما يكفي للسفر في ذلك الوقت، في سفينة صغيرة، وعيناها مثبتتان على شهادة في الطب. كان جزءًا من دافعها للعودة إلى إنجلترا هو تنظيم خدمة طبية بطاقم نسائي إلى الهند. وكانت المؤسسات الإنجليزية أكثر قابلية لتدريب النساء في الطب اللاتي يمكن أن يخدمن في أماكن أخرى، وكان ذلك مفيدًا أيضًا للنساء في الهند. عند عودتها إلى إنجلترا عام 1878، زارت الدكتورة (السيدة) إليزابيث جاريت أندرسون، المرأة الطبية المؤهلة الوحيدة حتى عام 1877، والتي كانت قد بدأت قبل وقت قصير كلية لندن للطب للنساء. قوبلت هناك بتشجيع بسيط، حيث أن إقامتها الطويلة في الهند ولياقتها البدنية الضعيفة بطبيعتها أنتجت انطباعًا غير موات عن قدرتها على متابعة مثل هذه المهنة الشاقة. ومع ذلك، تم قبولها، وفي عام 1879، نجحت مع ثلاثة مرشحين آخرين في الفحص الطبي الأول.
في نوفمبر 1882، عندما كان عمرها 37 عامًا، حصلت على درجة البكالوريوس في الطب والجراحة مع مرتبة الشرف في جميع المواد، والميدالية الذهبية والمنحة الدراسية في طب التوليد؛ بعد فترة وجيزة حصلت على مرتبة الشرف الثانية في الجراحة. كما فعل العديد من الرجال في ذلك الوقت، ذهبت لمدة ستة أسابيع لدراسة القبالة الجراحية في فيينا، وبفضل إصرارها حصلت على الممارسة والخبرة.
التقت بالملكة فيكتوريا التي كانت مهتمة بوضع المرأة الهندية وأذهلتها رواية شارليب. في عام 1883، عادت إلى الهند، وأصبحت محاضرة في القبالة وأمراض النساء في كلية الطب في مدراس، وممتحنة في نفس المواد في جامعة مدراس. وبعد خمس سنوات، عادت إلى بريطانيا للدراسة للحصول على درجة عليا في الطب، وحصلت على درجة الدكتوراه في الطب من جامعة لندن في عام 1888. عملت جراحة من عام 1887 إلى عام 1902 في المستشفى الجديد للنساء (الآن مستشفى إليزابيث غاريت أندرسون، طريق يوستون) في البداية ساعدت الدكتورة إليزابيث غاريت أندرسون، وأصبحت جراحة متميزة منذ عام 1889.
في عام 1887، عينت محاضرة في الطب الشرعي في المستشفى الملكي المجاني، وفي عام 1889 محاضرة في القبالة (حتى عام 1913)، وفي عام 1902 رئيسة لأطباء النساء. كانت مساعدتها هي إثيل فوجان سوير. وفي كلية لندن للطب للنساء، كانت أول امرأة تحاضر في الفقه الطبي. في عام 1897، حصلت على درجة الماجستير في الجراحة، وبذلك أصبحت أول امرأة في بريطانيا تحصل على درجتي الطب والماجستير. كانت شارليب أول امرأة يتم انتخابها ضمن طاقم الزائرين الفخريين في أي مستشفى عام في المملكة المتحدة. وبقيت في هذا المنصب حتى عام 1908. وكانت هيلين هانسون من بين طلابها، التي ألهمتها شارليب لدرجة أنها حذت حذوها وأصبحت مبشرة طبية في الهند.
بدأت عملها الخاص بعد عودتها مرة أخرى إلى إنجلترا، في 21 مايو 1887، مع خمسة مرضى في الصباح، في 75 بارك ستريت، حيث شاركت المكتب مع ابنها طالب الطب. بعد خمسة أشهر انتقلوا إلى رقم 149 شارع هارلي، حيث عاشت ومارس المهنة لمدة أربعين عامًا تقريبًا.
كانت عضوًا في مجلس قسم أمراض النساء والتوليد في الجمعية الملكية للطب، ولكن كامرأة لم يُسمح لها بالمشاركة في إدارة الجمعية أو انتخاب المسؤولين.
وبعد تقاعدها من مناصبها عام 1909، واصلت عملها المهني الخاص. خصص وقت ترفيهها الجديد للأعمال العامة والتحدث والكتابة.
دعيت في عام 1919 لإلقاء محاضرة نورمان كير التذكارية الثامنة من قبل جمعية دراسة الخمر، واختارت علاقة الكحول وإدمان الكحول بالأمومة ورفاهية الطفل كموضوع لها.